# Ďumbier (geomorfologická část)
Ďumbier je geomorfologickou částí Ďumbierských Tater. Zabírá nejvyšší, centrální část Nízkých Tater a nejvyšším vrchem je Ďumbier (2046 m n. m.).

## Vymezení
Území zabírá centrální a jihovýchodní část Ďumbierských Tater s výrazným vysokohorským rázem a mohutným hlavním hřebenem. Na západě ji vymezuje sedlo Zámostské hole, kde pohoří pokračuje částí Prašivá, severozápadním směrem navazují Salatíny a na severu Demänovské vrchy. Východní hranici tvoří Bocianská dolina, sedlo Čertovica a údolí Štiavničky, oddělující Priehybu, patřící do Kráľovohoľských Tater. Jižním směrem se masiv svažuje do Horehronského podolia s podcelky Bystrianské podhorie a Lopejská kotlina .

## Ochrana území
Centrální část pohoří s rozsáhlou částí Ďumbieru patří mezi přírodně nejcennější oblasti na Slovensku, což potvrzuje rozsah chráněných území. Téměř celá část leží v Národním parku Nízké Tatry, okrajové oblasti v jeho ochranném pásmu. Zvláště chráněnou lokalitou je národní přírodní rezervace Ďumbier a Skalka a národní přírodní památka Vrbické Pleso či Jeskyně mrtvých netopýrů.

## Turismus
Turisticky vyhledávané jsou blízké krasové území Demänovské a Jánské doliny, ale snadný přístup lanovkami na hlavní hřeben způsobuje celoročně vysokou návštěvnost zejména vrcholu Chopku. Široké možnosti na letní i zimní aktivity zařazují středisko Jasná, včetně horehronských středisek Kosodrevina a Trangoška, mezi nejprestižnější a nejnavštěvovanější v zemi. Celá oblast je vybavena sítí značených tras, které propojují zajímavé lokality a údolí s  červeně značenou hřebenovkou ( Cesta hrdinů SNP). Komplex ubytovacích možností a služeb ve střediscích doplňují útulny (Ďurková) a chaty (Kamenná chata pod Chopkom i Chata generála Milana Rastislava Štefánika ) v blízkosti hlavního hřebene.